# 中西妙子
中西 妙子（なかにし たえこ、1931年2月11日 - ）は、日本の女優、声優。

## 来歴
広島県立広島第一高等女学校（現:広島県立広島皆実高等学校）卒業。
1952年9月、劇団民藝研究所に入所。同年上演された『五稜郭血書』の通行人及び南京人役が初舞台。1954年8月13日、劇団民藝に入団。
その後は青二プロダクションに所属していた。

## 人物
声種はアルト。特技はゴルフ、水泳、フォークダンス。方言は広島弁。
愛とロマンと嵐の予感に満ちたナレーションで知られる。
吹き替えではジャンヌ・モロー、アニー・ジラルド、フェイ・ダナウェイなどを担当。
山田栄子・潘恵子・堀江美都子・吉田理保子らとともに、『世界名作劇場』シリーズの常連であった。
その『世界名作劇場』の1つである『小公女セーラ』にマリア・ミンチン役で出演した際、劇中でセーラ（演者は島本須美）に対するイジメ行為がエスカレートすることで視聴者から抗議が寄せられるようになり、抗議の対象がキャラクターや制作スタッフのみならず、台本に従って演じているだけの役者である中西や山田にも抗議の矛先が向けられ、カミソリ入りの手紙が送られるなどして苦悩し、山田共々「こんな役は二度とやりたくない」と愚痴を漏らすほど精神的に追い詰められたといい、同作にて共演した山田に至っては収録時に泣きながらセーラをいじめるシーンを演じていたと島本が証言している。
被爆経験者であり、広島原爆をテーマにした『はだしのゲン』や『クロがいた夏』、『黒い雨にうたれて』において出演とともに広島弁の指導にもあたっている。

## 後任・代役
- 麻生侑里 - 『モンキー・ビジネス』: エドウィナ・フルトン ※フジテレビ版追加収録部分
- 中友子 - 『幸せパスタストーリー』: マリア・ミンチン ※『小公女セーラ』からの客演。
- 木村香央里 - 『エアポート'75』: グロリア・スワンソン ※追加収録部分

## 出演

### テレビアニメ
1971年
- 国松さまのお通りだい

1972年
- 海のトリトン（お母さんイルカ、ヘプタポーダ）
- ゲゲゲの鬼太郎（第2作）
- さるとびエッちゃん

1973年
- キューティーハニー（1973年 - 1974年、トマホークパンサー、タランチェ、アイアンサドー、ジャンボ、ブレストクロー、ブレード、スネーク）
- ドラえもん（日本テレビ版）
- 山ねずみロッキーチャック（カモのクワックおくさん）

1974年
- アルプスの少女ハイジ（デーテ）
- 小さなバイキングビッケ（イルバ）

1975年
- フランダースの犬（エリーナ）

1976年
- キャンディ・キャンディ（ナレーション、ポニー先生、エルロイ大おば様）
- 超電磁ロボ コン・バトラーV（女医）
- 一休さん (テレビアニメ)

1978年
- SF西遊記スタージンガー（クリスター）
- 銀河鉄道999（花子の母、エゴテリーナ、ワルキューレ、小母さん）
- ペリーヌ物語（アンナ）

1979年
- 円卓の騎士物語 燃えろアーサー（ユーリエンス）
- ジャン・バルジャン物語
- 日本名作童話シリーズ 赤い鳥のこころ「走れメロス」（ナレーション）

1980年
- 新竹取物語 1000年女王（ラーレラ）
- ニルスのふしぎな旅（魔女）
- マリンスノーの伝説（島岡ハル、ナレーター）
- 燃えろアーサー 白馬の王子（アシュラ）
- 若草物語（マーチ伯母）

1981年
- フーセンのドラ太郎（絹代）
- 若草の四姉妹（ナレーション）

1982年
- 銀河烈風バクシンガー（エリカ・テーナ）

1983年
- タオタオ絵本館 世界動物ばなし（タオタオの母）
- まんが日本史（北条政子、淀殿）

1984年
- ガラスの仮面（月影千草）
- 牧場の少女カトリ（イーネス）

1985年
- ゲゲゲの鬼太郎（第3作）（おばあさん）
- 小公女セーラ（マリア・ミンチン院長）

1986年
- 愛少女ポリアンナ物語（ナレーション、スノー夫人、フォード夫人〈初代〉）
- メイプルタウン物語（ミレーユ先生のおばあちゃん）

1987年
- 愛の若草物語（メアリー・カーティス・マーチ）

1989年
- ジャングル大帝（新）（おふくろさん）
- 新ビックリマン（1989年 - 1990年、異聖メディア）

1991年
- キテレツ大百科（愛子）
- 少年アシベ（ナレーション〈初代〉、老婦人）

1993年
- 美少女戦士セーラームーンR（魔界樹）
- 若草物語 ナンとジョー先生（メアリー）

2005年
- 英國戀物語エマ（2005年 - 2007年、ケリー・ストウナー） - 2シリーズ
- 名探偵コナン（先崎茂子）

### 劇場アニメ
1978年
- チリンの鈴（母親）

1981年
- 世界名作童話 白鳥の湖（王妃）
- ユニコ（おばあさん）

1982年
- オズの魔法使い（エムおばさん）

1983年
- はだしのゲン（ハナ）

1984年
- 黒い雨にうたれて（近藤百合）
- 超人ロック（レディ・カーン）
- パパママバイバイ（おばあちゃん）

1985年
- ペンギンズ・メモリー 幸福物語（ヘレン）

1987年
- ゴキブリたちの黄昏（イチローの母）

1989年
- ファイブスター物語（ナレーション）

1990年
- クロがいた夏（良子）

1992年
- キャンディ・キャンディ（エルロイ大伯母）
- 三国志 第一部 英雄たちの夜明け（玄徳の母）

1993年
- 三国志 第二部 長江燃ゆ!（玄徳の母）

1994年
- 鬼がら（ナレーション）
- 邦ちゃんの一家ランラン（みゆきおばさん）

1997年
- フランダースの犬（ヌレット）

1999年
- MARCO 母をたずねて三千里（修道院長）

2000年
- 太陽の法 エル・カンターレへの道（トレア、宇宙人、女B）

### OVA
- 仏典物語（1986年、ナレーション）
- スペース・ファンタジア 2001夜物語（1987年、ナレーション）
- 新カラテ地獄変（1990年、コッポラ）
- 創竜伝（1993年、西王母）
- MASTERキートン（1998年、白鳥幸子）

### ゲーム
- クロックタワーゴーストヘッド（1998年、鷹野弥生、岸温美）

### アニメCD
- Crashers Knight&Ran（榊原頼子）
- 超人ロック 音楽集（レディ・カーン）
- 超人ロック ドラマ編（レディ・カーン）

### 吹き替え

#### 映画
- 愛と憎しみの伝説（ジョーン・クロフォード 〈フェイ・ダナウェイ〉）
- 赤毛のアン（レイチェル・リンド〈パトリシア・ハミルトン〉）※フジテレビ版
- 続・赤毛のアン（レイチェル・リンド〈パトリシア・ハミルトン〉）※フジテレビ版
- 悪魔のはらわた（カトリン〈モニーク・バン・ブーレン〉）
- アンドロメダ…（ルース・レヴィット博士〈ケイト・レイド〉）※テレビ朝日版
- アンネの日記（ファン・ダーン夫人〈シェリー・ウィンタース〉）
- ウイラード（ヘンリエッタ〈エルザ・ランチェスター〉）
- エアポート'75（グロリア〈グロリア・スワンソン〉）
- エクソシスト（クリス・マクニール〈エレン・バースティン〉）※TBS版
- 狼よさらば（ジョアンナ・カージー〈ホープ・ラング〉[22]）
- 男が女を愛する時（エミリー〈エレン・バースティン〉）
- オリエント急行殺人事件（ヒルデガルド・シュミッツ〈レイチェル・ロバーツ〉）
- 風と共に去りぬ（エレン・オハラ〈バーバラ・オニール〉）※日本テレビ版
- 火龍（ナレーション）
- 危険な遊び（アリス・ダヴェンポート〈ジャクリーン・ブルックス〉）
- 奇跡の人（アン・サリバン〈アン・バンクロフト〉）
- キング・オブ・キングス（マグダラのマリア〈カルメン・セビラ〉）
- クイニー（シビル〈サラ・マイルズ〉）
- 高官誘拐 -ケベック解放戦線のテロリスト-
- 黒水仙（シスター・ルース〈キャスリーン・バイロン〉）※1973年TBS版
- 黒衣の花嫁（ジュリー・コレール〈ジャンヌ・モロー〉）
- コクーン（ベス・マッカーシー〈グウェン・ヴァードン〉）
- コクーン2/遥かなる地球（ベス・マッカーシー〈グウェン・ヴァードン〉）
- コンボイ（ブラック・ウィドウ〈マッジ･シンクレア〉）
- コンラック先生（スコット校長〈マッジ・シンクレア〉）
- ザ・デイ・アフター（ヘレン〈ジョーガン・ジョンソン〉）
- サイコ2（ライラ・ルーミス〈ヴェラ・マイルズ〉）
- 最後の皇帝・溥儀 第1集（西太后〈朱琳〉）
- サウンド・オブ・ミュージック（修道院長）※フジテレビ版
- さすらいの航海（ハウザー夫人〈マリア・シェル〉）※テレビ朝日版
- 殺意（クリスティーン〈イヴォンヌ・フルノー〉）
- 砂漠の潜航艇（ジュリー〈オナー・ブラックマン〉）
- サンタクロース（アニヤ・クラウス〈ジュディ・コーンウェル〉）※劇場公開版
- シェーン（マリアン・スターレット〈ジーン・アーサー〉）※日本テレビ・テレビ朝日版
- ジム・ヘンソンのウィッチズ/大魔女をやっつけろ!（ヘルガ・エバシャム〈マイ・セッタリング〉）
- ジョーズ3
- ショック療法（エレーヌ・メイソン〈アニー・ジラルド〉）
- 少林寺木人拳（五梅〈チャン・ビンユー〉）
- スーパーガール（ビアンカ〈ブレンダ・ヴァッカロ〉）
- スター・ウォーズ エピソード4/新たなる希望（ベル・ラーズ）※1985年金曜ロードショー版
- 聖なる夜（ジェニファー〈リン・カーリン〉）
- 大列車作戦（クリスティーヌ〈ジャンヌ・モロー〉）※NET版2
- 旅（ダイアナ・アシュモア〈デボラ・カー〉）※NHK1970年放送版
- 探偵物語（メアリー〈エリノア・パーカー〉）※NHK版
- ツインズ（アン・ベネディクト〈ボニー・バートレット〉）※テレビ朝日版
- トワイライトゾーン/超次元の体験（スチュワーデス）
- ネバーセイ・ネバーアゲイン（ファティマ〈バーバラ・カレラ〉）※機内上映版
- パリのめぐり逢い（キャサリン・コロンブ〈アニー・ジラルド〉）
- 引き裂かれたカーテン（サラ・ルイス・シャーマン〈ジュリー・アンドリュース)〉）※TBS版
- ファール・プレイ（ゲルダ〈レイチェル・ロバーツ〉）
- ファントマ ミサイル作戦（ドロシー〈フランソワーズ・クリストフ〉）※TBS版
- フレンチ・カンカン（ロラ〈マリア・フェリックス〉）※フジテレビ版2
- ベン・ハー（ミリアム〈マーサ・スコット〉）※1981年版
- 亡霊の館（母〈ドロシー・マクガイア〉）
- ポセイドン・アドベンチャー（ベル・ローゼン〈シェリー・ウィンタース〉）※LD版
- 真夜中の目撃者（マージ〈リー・グラント〉）
- モンキー・ビジネス（エドウィナ・フィルトン〈ジンジャー・ロジャース〉）
- モンテ・ウォルシュ（マルティーヌ〈ジャンヌ・モロー〉）※TBS版
- ヤング・ゼネレーション（デイヴのママ〈バーバラ・バリー〉）
- 夕なぎ（フローラ・ゴーフォース〈エリザベス・テイラー〉）
- 夜の訪問者（ファビエンヌ・マーティン〈リヴ・ウルマン)〉）※TBS版
- 歴史を変えた人びと（3）「ローマの英雄シーザー」（シーザーの妻〈イレーネ・パパス〉）
- ロミオとジュリエット（ジュリエットの乳母〈フローラ・ロブソン〉）

#### ドラマ
- アボンリーへの道 第2シーズン25話（婦人会長）
- アメリカン・ヒーロー（オニール〈ディクシー・カーター〉）
- ERIV緊急救命室 第91話（ラング）
- 頑固じいさん孫3人「一枚の紙〜いじめっ子にに脅される孫」（ウォルシュ先生）
- 黒馬物語（エミー〈シャーロット・ミッチェル〉）
- 刑事コロンボ パイルD－3の壁（ゴールディ・ウィリアムソン〈ジャニス・ペイジ〉）
- シャーロック・ホームズの冒険 第30・39話（ミス・コルダー、マーカー）
- 新スタートレック 第162話「アンドロイドの母親」（ジュリアナ〈フィオヌラ・フラナガン〉）
- スペース1999 マヤよ! 永遠にアルファに…
- ドクター・ウェルビー「幸福をおそれる心」（エレン〈ヴェラ・マイルズ〉）
- ドクタークイン 大西部の女医物語（エリザベス・クイン）
- バーナビー警部 第21・22話
- マイ・スイート・メモリーズ 第2シーズン33話（エリザベス）
- 名探偵ポワロ
  - シーズン2 第17話「誘拐された総理大臣」（イモジャン・ダニエルズ夫人）
  - シリーズ9 第2話 「杉の柩」（ローラ・ウェルマン夫人）
- ヤングライダーズ（アメリア、クララ）第1シーズン5話、第3シーズン47話
- ロックフォードの事件メモ

#### 海外人形劇
- スーパーカー 人質（エイリーン・オファーレル）※フジテレビ版

#### アニメ
- 2020年ワンダー・キディ（マラー）

### テレビドラマ
- 太陽戦隊サンバルカン
- おれたち夏希と甲子園（岡村章一の母親役）
- 愛の嵐（ナレーター）
- 婦警さんは魔女（魔女界の長老の声）
- 真夜中の匂い
- 火曜サスペンス劇場「二度目のさよなら」※声の出演
- 銀河テレビ小説（NHK）
  - 昭和の青春シリーズ2 春の城（1977年）- 八代夫人 役
- 連続テレビ小説 マー姉ちゃん（NHK、1979年） - 森田昌枝 役

### 舞台
- 五稜郭血書（1952年、劇団民藝） - 通行人、南京人 役[6]
- 泰山木の木の下で（1963年、劇団民藝） - 漁師の女房 役[6]

### ナレーション

#### テレビドラマ
- 愛の嵐
- 華の嵐
- 夏の嵐
- 風のロンド

#### テレビ番組
- クローズアップ現代
- 国境紀行
- 小さな手紙
- 地球時間
- 地球白書
- 小さな旅 （手紙朗読）
- 忘憂里〜韓国人になりたかった日本人

### ラジオ
- 金光教の時間

### CM
- ポッカコーポレーション「クリスタルブラック 繰り返し篇」

#### その他
- ちいちゃんのかげおくり（1991年、制作：光村図書出版 サン・エデュケーショナル）